# Seán Kavanagh
Seán Kavanagh (Dublín, 20 de enero de 1994) es un futbolista irlandés que juega de lateral izquierdo en el Shamrock Rovers de la Premier Division de Irlanda.

## Carrera deportiva
Kavanagh comenzó su carrera deportiva en el Fulham F. C., con el que debutó el 20 de agosto de 2014, en un partido frente al Wolverhampton Wanderers.
Durante 2016 estuvo cedido en el Mansfield Town, y en 2017 estuvo cedido en el Hartlepool United.

### Shamrock Rovers
En 2018 abandonó el Fulham y fichó por el Shamrock Rovers de la Premier Division de Irlanda.

## Carrera internacional
Kavanagh fue internacional sub-17 y sub-21 con la selección de fútbol de Irlanda.

## Clubes
| Club                       | País       | Año       |
| -------------------------- | ---------- | --------- |
| Fulham F. C.               | Inglaterra | 2011-2018 |
| Mansfield Town (cedido)    | Inglaterra | 2016      |
| Hartlepool United (cedido) | Inglaterra | 2017      |
| Shamrock Rovers            | Irlanda    | 2018-Act. |

## Palmarés

### Títulos nacionales
| Título           | Club            | País    | Año  |
| ---------------- | --------------- | ------- | ---- |
| Copa de Irlanda  | Shamrock Rovers | Irlanda | 2019 |
| Premier Division | Shamrock Rovers | Irlanda | 2020 |